# Monbrun
Monbrun (okzitanisch: Montbrun) ist eine Gemeinde mit 405 Einwohnern (Stand: 1. Januar 2022) im Département Gers in der südfranzösischen Region Okzitanien. Die Gemeinde ist Teil des Arrondissements Condom und gehört zum Kanton Gimone-Arrats. 

## Lage
Monbrun liegt etwa 40 Kilometer westnordwestlich von Toulouse. Umgeben wird Monbrun von den Nachbargemeinden Encausse im Norden, Bellegarde-Sainte-Marie im Osten und Nordosten, L’Isle-Jourdain im Osten und Südosten, Beaupuy im Süden, Roquelaure-Saint-Aubin im Westen sowie Thoux im Westen und Nordwesten.

## Bevölkerungsentwicklung
| Jahr                       | 1962 | 1968 | 1975 | 1982 | 1990 | 1999 | 2006 | 2018 |
| Einwohner                  | 243  | 238  | 180  | 198  | 176  | 214  | 300  | 387  |
| Quellen: Cassini und INSEE |      |      |      |      |      |      |      |      |

## Sehenswürdigkeiten
- Kirche Saint-Sabin
- Schloss Monbrun, seit 1977 Monument historique

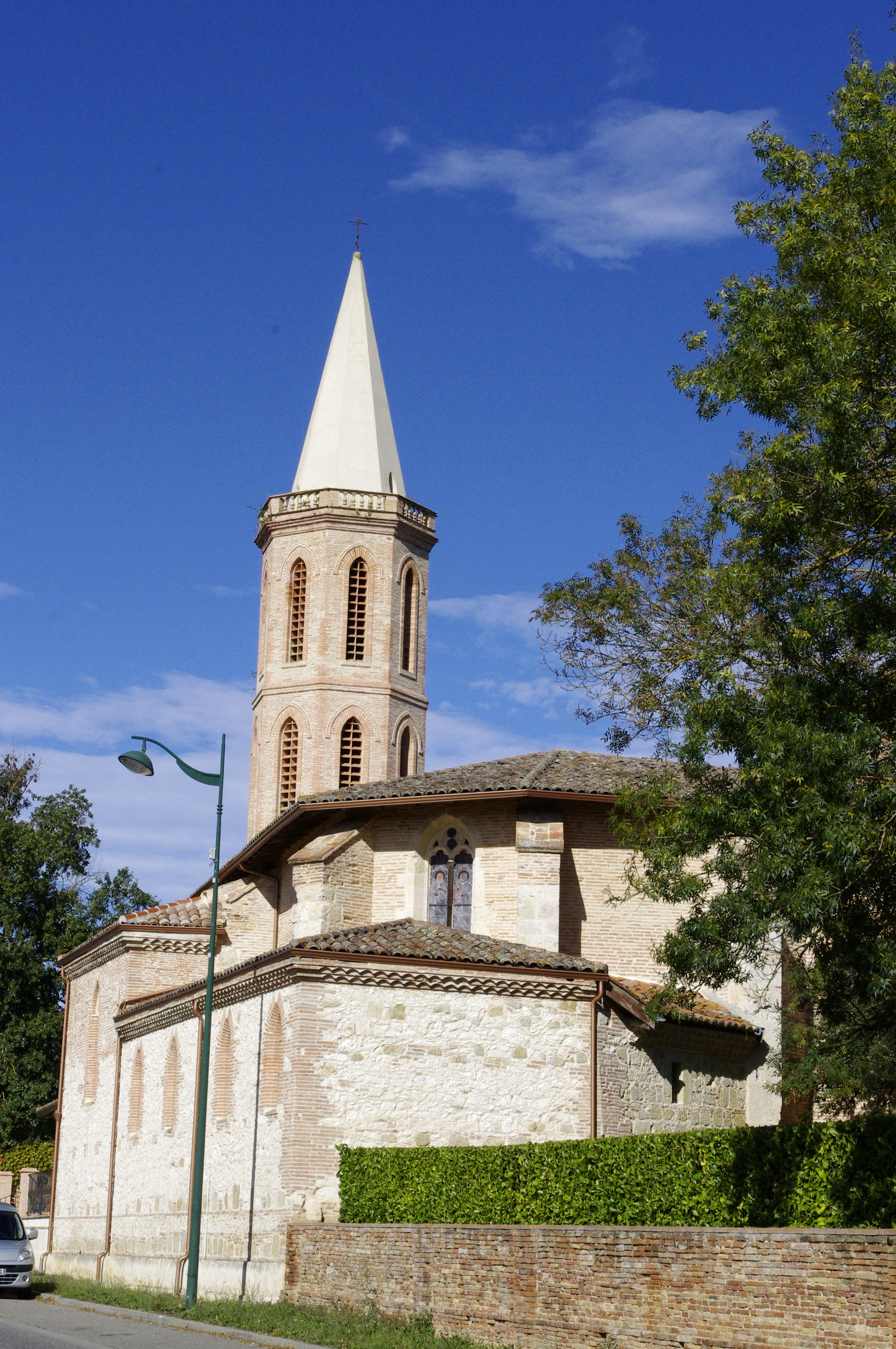
Kirche Saint-Sabin
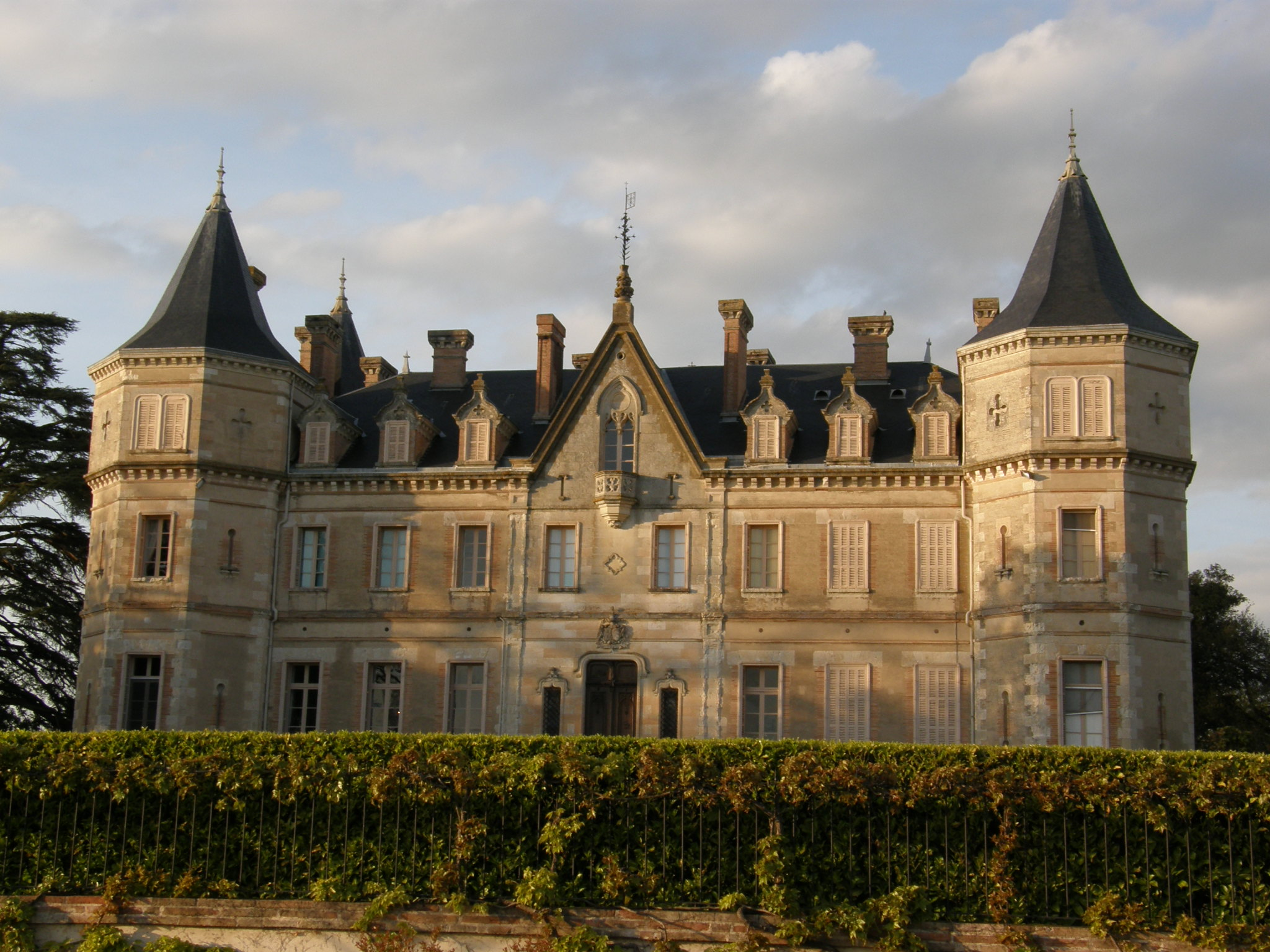
Schloss Monbrun